# Turacoena modesta
Turacoena modesta là danh pháp khoa học của một loài chim thuộc họ Bồ câu (Columbidae). Đây là loài đặc hữu của quần đảo Sunda Nhỏ, được tìm thấy ở Timor, Wetar, Rote và Atauro. Loài này sinh sống trong rừng nhiệt đới gió mùa nguyên sinh và thứ sinh, rừng bạch đàn và rừng thưa. Cơ thể dài trung bình 38,5 cm (15,2 in) và chủ yếu có màu xám xanh đậm, nhạt hơn ở đầu và phần dưới, sẫm màu hơn ở cánh và đuôi. Da vùng hốc mắt có màu vàng.
Turacoena modesta là loài ăn trái cây. Liên minh Bảo tồn Thiên nhiên Quốc tế (IUCN) phân loại là sắp bị đe dọa trong Sách đỏ IUCN. Loài chim này đang bị đe dọa do sinh cảnh bị phá hủy và nạn săn bắn.

## Phân loại và hệ thống
Nhà động vật học người Hà Lan Coenraad Temminck mô tả lần đầu tiên vào năm 1835, đặt danh pháp của loài là Columba modesta, dựa trên một mẫu vật từ đảo Timor. Loài này sau đó được nhà động vật học người Anh George Robert Gray chuyển vào chi Macropygia vào năm 1844, trước khi được chuyển đến chi Turacoena vào năm 1856. Tên của chi, Turacoena, được đặt theo tên của chi Turacus (nay được coi là một danh pháp đồng nghĩa của Tauraco) và từ Hy Lạp cổ đại oinas, có nghĩa là bồ câu. Tên loài modesta bắt nguồn từ tiếng Latin "modeus", có nghĩa là đơn giản hoặc khiêm tốn. "Black cuckoo-dove" là tên thông thường chính thức do Liên minh Điểu học Quốc tế chỉ định. Trong tiếng Anh, các tên thông thường khác của loài gồm "black dove", "Timor cuckoo-dove", "Timor black cuckoo-dove", "Timor black pigeon" và "slate-colored cuckoo-dove".
Turacoena modesta là một trong ba loài thuộc chi Turacoena và có họ hàng gần nhất với loài Turacoena manadensis. Loài này không có bất kỳ phân loài nào.

## Miêu tả
Turacoena modesta là một loài gầm ghì cỡ trung bình với chiều dài 38,5–42 cm (15,2–16,5 in). Cả hai giới đều có ngoại hình giống nhau. Chim chủ yếu có màu xám xanh đậm, với màu nhạt hơn ở đầu và thân dưới, và gần như đen ở cánh và đuôi. Các lông trên đỉnh đầu, gáy, cổ, họng và trên lưng có viền màu lục hoặc tím óng ánh. Hốc mắt có màu vàng, trong khi mống mắt có vòng trong màu vàng và vòng ngoài màu đỏ. Chân và mỏ màu đen. Chim con xỉn màu hơn, có bộ lông màu xám nâu và các viền lông màu trắng nâu nhạt.

### Tiếng hót
Tiếng hót của loài là một tiếng crrruah...crrruah..rrah.rah.ra.ra.ra-ra-ra-rrrr kéo dài, bắt đầu bằng những tiếng gừ gừ tương tự như tiếng của cu gáy châu Âu và sau đó trở thành một loạt nốt âm lắp bắp trước khi nhỏ dần. Tiếng hót kéo dài trong 6–8 giây và bao gồm 20–25 nốt, lặp lại khoảng nửa phút một lần.

## Phân bố và môi trường sống
Turacoena modesta là loài đặc hữu của quần đảo Sunda Nhỏ và được tìm thấy ở Timor, Wetar, Rote và Atauro. Loài sinh sống trong rừng nhiệt đới gió mùa nguyên sinh và thứ sinh, rừng bạch đàn và rừng thưa ở độ cao lên tới 1.770 m (5.810 ft), và chịu được sự phá hủy sinh cảnh ở mức độ vừa phải. Loài gầm ghì này được cho là di trú theo mùa, tùy thuộc vào nguồn thức ăn sẵn có.

## Hành vi và sinh thái
Turacoena modesta chủ yếu được tìm thấy đơn lẻ hoặc theo cặp dưới các tán cây. Đây là một loài yên tĩnh và bay nhanh đến những nơi đậu khác gần chỗ đậu ban đầu khi có biến động. Loài chim này ăn trái cây và kiếm ăn đơn lẻ hoặc theo cặp trong bụi rậm hoặc cây cỡ nhỏ. Chúng tụ tập ở những cây ăn quả, và thường bị loài ve lông Meitingsunes turacoenas ký sinh trên lông bay.

## Tình trạng
Do sự suy giảm số lượng và phân bố hạn chế, loài này được Liên minh Bảo tồn Thiên nhiên Quốc tế (IUCN) phân loại là sắp bị đe dọa trong Sách đỏ IUCN. Số lượng cá thể được ước tính là 1.500–7.000 con trưởng thành và tổng cộng là 2.500–9.999 cá thể. Nạn phá rừng nghiêm trọng do chăn thả gia súc, đốt rừng, nông nghiệp, khai thác gỗ và nạn săn bắn tận diệt ở Timor là các yếu tố đe dọa sự tồn vong của loài.